# Kiek-ut-Klasse
Die Kiek-ut-Klasse besteht aus fünf Verkehrssicherungsschiffen, die seit 2015 für die Wasserstraßen- und Schifffahrtsverwaltung des Bundes im Einsatz sind.

## Beschreibung
Die Schiffe wurden im Januar 2014 von der Fachstelle Maschinenwesen Nord bei der Schiffswerft Bolle in Auftrag gegeben. Sie haben einen robusten Schiffsrumpf aus Stahl und werden von einem Volvo Penta-Dieselmotor des Typs D7A–TA angetrieben. Der Festpropeller und das Ruder sind durch Streben besonders geschützt. Bei einer Antriebsleistung von 169 kW werden eine Geschwindigkeit von 15 km/h und ein Pfahlzug von 1,9 tbp erreicht.
Die Arbeitsschiffe werden zur Unterstützung in Baustellenbereichen sowie für Wartungs- und Instandsetzungsarbeiten an Wasserbauwerken eingesetzt. Dafür sind sie mit einer hydraulisch falt- und klappbaren Bugrampe, einem hydraulischen Ankerpfahl und einer Schubschulter ausgestattet. Die Lesum hat zusätzlich einen Schiffskran mit 0,5 t WLL und die Otter zusätzlich eine Schlickspüleinrichtung.

## Einheiten
| Name      | ENI      | Indienststellung | Dienststelle           | Außenbezirk (Heimathafen) | Referenzen  |
| --------- | -------- | ---------------- | ---------------------- | ------------------------- | ----------- |
| Kiek ut   | 05042470 | 31. März 2015    | WSA Weser-Jade-Nordsee | Habenhausen               | [ 1 ] [ 2 ] |
| Lethe     | 05042480 | 31. März 2015    | WSA Weser-Jade-Nordsee | Oldenburg                 | [ 1 ] [ 2 ] |
| Lesum     | 05042540 | 30. Juli 2015    | WSA Weser-Jade-Nordsee | Farge                     | [ 1 ] [ 3 ] |
| Otter     | 05042570 | 28. Oktober 2015 | WSA Weser-Jade-Nordsee |                           | [ 1 ] [ 4 ] |
| Dwarsloch | 05042580 | 2016             | WSA Elbe-Nordsee       | Wedel                     |             |